# Бароев, Хасан Махарбекович
Хаса́н Махарбе́кович Баро́ев (осет. Бӕройты Махарбеджы фырт Хасан; род. 1 декабря 1982 года, Душанбе) — российский борец греко-римского стиля, олимпийский чемпион 2004 года, двукратный чемпион мира и двукратный чемпион Европы, заслуженный мастер спорта России. Министр по делам молодежи, физической культуры и спорта Северной Осетии.

## Биография
Родился 1 декабря 1982 года в городе Душанбе Таджикской ССР в семье осетинского происхождения.
Родители происходят из села Заманкул Правобережного района Республики Северная Осетия-Алания. В 1992 году семья репатриировалась из Таджикистана в Россию, поселившись во Владикавказе.
Начал тренироваться с 13 лет у известных мастеров, в частности заслуженного мастера спорта Владимира Уруймагова. Выступал за команду «Торпедо» Северной Осетии-Алании, ростовский клуб СКА.
В сборной команде России с 2000 года. 
В 2012 году снялся в "Август. Восьмого" в роли Ильи, друг Заура, капитан.
В 2016 году Международным олимпийским комитетом был лишён серебряной медали Олимпийских игр 2008 года за употребление туринабола 

## Спортивные достижения
- Олимпийский чемпион 2004 года
- Двукратный чемпион мира (2003 и 2006)
- Двукратный чемпион Европы (2007 и 2011)

## Награды и звания
- Орден Дружбы (4 ноября 2005 года) — за большой вклад в развитие физической культуры и спорта, высокие спортивные достижения на Играх XXVIII Олимпиады 2004 года в Афинах[2]
- Медаль ордена «За заслуги перед Отечеством» II степени (2 августа 2009 года) — за большой вклад в развитие физической культуры и спорта, высокие спортивные достижения на Играх XXIX Олимпиады 2008 года в Пекине[3]
- Медаль «Во славу Осетии»
- Заслуженный мастер спорта России

## Факты
- В качестве приза за одну из побед Сулейман Керимов подарил Бароеву автомобиль «Бентли»[4]
- Сыграл роль в фильме Джаника Файзиева «Август. Восьмого»